# Lista över fornlämningar i Falköpings kommun (Brunnhem)
Lista över fornlämningar i Falköpings kommun (Brunnhem) är en förteckning av ett urval av de fornlämningar som finns i Brunnhem i Falköpings kommun.
| Namn                            | Lämningstyp                 | Tillkomsttid | Historisk indelning     | Plats | Läge                 | ID-nr          | Bild                                 |
| ------------------------------- | --------------------------- | ------------ | ----------------------- | ----- | -------------------- | -------------- | ------------------------------------ |
| Skams sten (Brunnhem 1:1)       | Hällristning                |              | Brunnhem, Västergötland |       | 58.264699, 13.707001 | 10186700010001 | Ladda upp en bild av detta fornminne |
| Brunnhem 8:1                    | Stensättning                |              | Brunnhem, Västergötland |       | 58.261512, 13.694244 | 10186700080001 | Ladda upp en bild av detta fornminne |
| Brunnhem 8:2                    | Stensättning                |              | Brunnhem, Västergötland |       | 58.261265, 13.694563 | 10186700080002 | Ladda upp en bild av detta fornminne |
| Brunnhem 9:1                    | Stensättning                |              | Brunnhem, Västergötland |       | 58.262522, 13.696267 | 10186700090001 | Ladda upp en bild av detta fornminne |
| Brunnhem 11:1                   | Hög                         |              | Brunnhem, Västergötland |       | 58.265148, 13.692938 | 10186700110001 | Ladda upp en bild av detta fornminne |
| Brunnhem 12:1                   | Stensättning                |              | Brunnhem, Västergötland |       | 58.263765, 13.688475 | 10186700120001 | Ladda upp en bild av detta fornminne |
| Brunnhem 13:1                   | Hög                         |              | Brunnhem, Västergötland |       | 58.268102, 13.691716 | 10186700130001 | Ladda upp en bild av detta fornminne |
| Brunnhem 14:1                   | Stenkammargrav              |              | Brunnhem, Västergötland |       | 58.268804, 13.689295 | 10186700140001 | Ladda upp en bild av detta fornminne |
| Brunnhem 15:1                   | Stensättning                |              | Brunnhem, Västergötland |       | 58.269054, 13.689845 | 10186700150001 | Ladda upp en bild av detta fornminne |
| Brunnhem 16:1                   | Stensättning                |              | Brunnhem, Västergötland |       | 58.269435, 13.687559 | 10186700160001 | Ladda upp en bild av detta fornminne |
| Brunnhem 17:1                   | Stensättning                |              | Brunnhem, Västergötland |       | 58.268732, 13.686533 | 10186700170001 | Ladda upp en bild av detta fornminne |
| Brunnhem 18:1                   | Hög                         |              | Brunnhem, Västergötland |       | 58.270035, 13.687461 | 10186700180001 | Ladda upp en bild av detta fornminne |
| Brunnhem 18:2                   | Stensättning                |              | Brunnhem, Västergötland |       | 58.270068, 13.686624 | 10186700180002 | Ladda upp en bild av detta fornminne |
| Brunnhem 19:1                   | Stensättning                |              | Brunnhem, Västergötland |       | 58.271870, 13.690283 | 10186700190001 | Ladda upp en bild av detta fornminne |
| Brunnhem 19:2                   | Stensättning                |              | Brunnhem, Västergötland |       | 58.271820, 13.689263 | 10186700190002 | Ladda upp en bild av detta fornminne |
| Brunnhem 20:1                   | Begravningsplats            |              | Brunnhem, Västergötland |       | 58.271264, 13.696396 | 10186700200001 | Ladda upp en bild av detta fornminne |
| Brunnhem 21:1                   | Hög                         |              | Brunnhem, Västergötland |       | 58.269584, 13.701987 | 10186700210001 | Ladda upp en bild av detta fornminne |
| Brunnhem 23:1                   | Stensättning                |              | Brunnhem, Västergötland |       | 58.272467, 13.692486 | 10186700230001 | Ladda upp en bild av detta fornminne |
| Brunnhem 27:1                   | Grav markerad av sten/block |              | Brunnhem, Västergötland |       | 58.275283, 13.689686 | 10186700270001 | Ladda upp en bild av detta fornminne |
| Brunnhem 28:1                   | Stensättning                |              | Brunnhem, Västergötland |       | 58.270641, 13.691835 | 10186700280001 | Ladda upp en bild av detta fornminne |
| Brunnhem 33:1                   | Stensättning                |              | Brunnhem, Västergötland |       | 58.274653, 13.685412 | 10186700330001 | Ladda upp en bild av detta fornminne |
| Brunnhem 34:1                   | Stensättning                |              | Brunnhem, Västergötland |       | 58.274203, 13.684905 | 10186700340001 | Ladda upp en bild av detta fornminne |
| Brunnhem 35:1                   | Hög                         |              | Brunnhem, Västergötland |       | 58.271580, 13.680566 | 10186700350001 | Ladda upp en bild av detta fornminne |
| Brunnhem 37:1                   | Stensättning                |              | Brunnhem, Västergötland |       | 58.270295, 13.678451 | 10186700370001 | Ladda upp en bild av detta fornminne |
| Brunnhem 39:1                   | Stensättning                |              | Brunnhem, Västergötland |       | 58.272228, 13.682545 | 10186700390001 | Ladda upp en bild av detta fornminne |
| Brunnhem 39:2                   | Stensättning                |              | Brunnhem, Västergötland |       | 58.271986, 13.682176 | 10186700390002 | Ladda upp en bild av detta fornminne |
| Brunnhem 39:3                   | Stensättning                |              | Brunnhem, Västergötland |       | 58.272423, 13.683046 | 10186700390003 | Ladda upp en bild av detta fornminne |
| Brunnhem 40:1                   | Stensättning                |              | Brunnhem, Västergötland |       | 58.274164, 13.681731 | 10186700400001 | Ladda upp en bild av detta fornminne |
| Brunnhem 41:1                   | Stensättning                |              | Brunnhem, Västergötland |       | 58.275449, 13.677968 | 10186700410001 | Ladda upp en bild av detta fornminne |
| Brunnhem 41:2                   | Stensättning                |              | Brunnhem, Västergötland |       | 58.275055, 13.678605 | 10186700410002 | Ladda upp en bild av detta fornminne |
| Brunnhem 42:1                   | Hög                         |              | Brunnhem, Västergötland |       | 58.274495, 13.678459 | 10186700420001 | Ladda upp en bild av detta fornminne |
| Brunnhem 43:1                   | Stensättning                |              | Brunnhem, Västergötland |       | 58.273356, 13.675848 | 10186700430001 | Ladda upp en bild av detta fornminne |
| Brunnhem 44:1                   | Stensättning                |              | Brunnhem, Västergötland |       | 58.273655, 13.674787 | 10186700440001 | Ladda upp en bild av detta fornminne |
| Brunnhem 44:2                   | Hög                         |              | Brunnhem, Västergötland |       | 58.273526, 13.674572 | 10186700440002 | Ladda upp en bild av detta fornminne |
| Brunnhem 44:3                   | Hög                         |              | Brunnhem, Västergötland |       | 58.273703, 13.674341 | 10186700440003 | Ladda upp en bild av detta fornminne |
| Brunnhem 45:1                   | Hög                         |              | Brunnhem, Västergötland |       | 58.274022, 13.674904 | 10186700450001 | Ladda upp en bild av detta fornminne |
| Brunnhem 47:1                   | Hög                         |              | Brunnhem, Västergötland |       | 58.273451, 13.673706 | 10186700470001 | Ladda upp en bild av detta fornminne |
| Brunnhem 48:1                   | Stenkammargrav              |              | Brunnhem, Västergötland |       | 58.273057, 13.673794 | 10186700480001 | Ladda upp en bild av detta fornminne |
| Brunnhem 49:1                   | Stenkammargrav              |              | Brunnhem, Västergötland |       | 58.272692, 13.673966 | 10186700490001 | Ladda upp en bild av detta fornminne |
| Brunnhem 50:1                   | Gravfält                    |              | Brunnhem, Västergötland |       | 58.275916, 13.674172 | 10186700500001 | Ladda upp en bild av detta fornminne |
| Brunnhem 51:1                   | Stensättning                |              | Brunnhem, Västergötland |       | 58.276033, 13.672843 | 10186700510001 | Ladda upp en bild av detta fornminne |
| Brunnhem 52:1                   | Stensättning                |              | Brunnhem, Västergötland |       | 58.276482, 13.673983 | 10186700520001 | Ladda upp en bild av detta fornminne |
| Brunnhem 52:2                   | Stensättning                |              | Brunnhem, Västergötland |       | 58.276572, 13.673544 | 10186700520002 | Ladda upp en bild av detta fornminne |
| Brunnhem 53:1                   | Stensättning                |              | Brunnhem, Västergötland |       | 58.275023, 13.666093 | 10186700530001 | Ladda upp en bild av detta fornminne |
| Brunnhem 53:2                   | Hög                         |              | Brunnhem, Västergötland |       | 58.275319, 13.666027 | 10186700530002 | Ladda upp en bild av detta fornminne |
| Brunnhem 54:1                   | Hög                         |              | Brunnhem, Västergötland |       | 58.276407, 13.672609 | 10186700540001 | Ladda upp en bild av detta fornminne |
| Brunnhem 56:1                   | Stensättning                |              | Brunnhem, Västergötland |       | 58.276601, 13.657592 | 10186700560001 | Ladda upp en bild av detta fornminne |
| Brunnhem 56:2                   | Stensättning                |              | Brunnhem, Västergötland |       | 58.276409, 13.657398 | 10186700560002 | Ladda upp en bild av detta fornminne |
| Brunnhem 59:1                   | Stensättning                |              | Brunnhem, Västergötland |       | 58.274773, 13.656067 | 10186700590001 | Ladda upp en bild av detta fornminne |
| Brunnhem 60:1                   | Stensättning                |              | Brunnhem, Västergötland |       | 58.278460, 13.658948 | 10186700600001 | Ladda upp en bild av detta fornminne |
| Brunnhem 61:1                   | Stensättning                |              | Brunnhem, Västergötland |       | 58.279020, 13.659381 | 10186700610001 | Ladda upp en bild av detta fornminne |
| Brunnhem 62:1                   | Stensättning                |              | Brunnhem, Västergötland |       | 58.279387, 13.659687 | 10186700620001 | Ladda upp en bild av detta fornminne |
| Brunnhem 62:2                   | Stenkammargrav              |              | Brunnhem, Västergötland |       | 58.279735, 13.659809 | 10186700620002 | Ladda upp en bild av detta fornminne |
| Brunnhem 63:3                   | Stensättning                |              | Brunnhem, Västergötland |       | 58.280518, 13.660310 | 10186700630003 | Ladda upp en bild av detta fornminne |
| Brunnhem 67:1                   | Hög                         |              | Brunnhem, Västergötland |       | 58.285206, 13.667898 | 10186700670001 | Ladda upp en bild av detta fornminne |
| Nr 1: Kullosten (Brunnhem 70:1) | Grav markerad av sten/block |              | Brunnhem, Västergötland |       | 58.288602, 13.674848 | 10186700700001 | Ladda upp en bild av detta fornminne |
| Nr 1: Kullosten (Brunnhem 70:2) | Stensättning                |              | Brunnhem, Västergötland |       | 58.288707, 13.674041 | 10186700700002 | Ladda upp en bild av detta fornminne |
| Brunnhem 71:1                   | Stensättning                |              | Brunnhem, Västergötland |       | 58.288466, 13.671144 | 10186700710001 | Ladda upp en bild av detta fornminne |
| Brunnhem 72:3                   | Hög                         |              | Brunnhem, Västergötland |       | 58.277994, 13.677319 | 10186700720003 | Ladda upp en bild av detta fornminne |
| Brunnhem 72:4                   | Stensättning                |              | Brunnhem, Västergötland |       | 58.277787, 13.677226 | 10186700720004 | Ladda upp en bild av detta fornminne |
| Brunnhem 73:1                   | Stensättning                |              | Brunnhem, Västergötland |       | 58.278152, 13.675591 | 10186700730001 | Ladda upp en bild av detta fornminne |
| Brunnhem 74:1                   | Hög                         |              | Brunnhem, Västergötland |       | 58.280210, 13.682603 | 10186700740001 | Ladda upp en bild av detta fornminne |
| Brunnhem 74:2                   | Stensättning                |              | Brunnhem, Västergötland |       | 58.280284, 13.681995 | 10186700740002 | Ladda upp en bild av detta fornminne |
| Brunnhem 76:1                   | Stensättning                |              | Brunnhem, Västergötland |       | 58.282145, 13.680818 | 10186700760001 | Ladda upp en bild av detta fornminne |
| Brunnhem 76:2                   | Stensättning                |              | Brunnhem, Västergötland |       | 58.282029, 13.680706 | 10186700760002 | Ladda upp en bild av detta fornminne |
| Brunnhem 76:3                   | Stensättning                |              | Brunnhem, Västergötland |       | 58.282141, 13.680542 | 10186700760003 | Ladda upp en bild av detta fornminne |
| Brunnhem 78:1                   | Stensättning                |              | Brunnhem, Västergötland |       | 58.285893, 13.681379 | 10186700780001 | Ladda upp en bild av detta fornminne |
| Brunnhem 79:1                   | Stensättning                |              | Brunnhem, Västergötland |       | 58.286718, 13.682565 | 10186700790001 | Ladda upp en bild av detta fornminne |
| Brunnhem 79:2                   | Grav markerad av sten/block |              | Brunnhem, Västergötland |       | 58.286619, 13.682570 | 10186700790002 | Ladda upp en bild av detta fornminne |
| Brunnhem 80:1                   | Stensättning                |              | Brunnhem, Västergötland |       | 58.287364, 13.680009 | 10186700800001 | Ladda upp en bild av detta fornminne |
| Brunnhem 85:1                   | Hög                         |              | Brunnhem, Västergötland |       | 58.284319, 13.690648 | 10186700850001 | Ladda upp en bild av detta fornminne |
| Brunnhem 87:1                   | Stensättning                |              | Brunnhem, Västergötland |       | 58.285223, 13.686050 | 10186700870001 | Ladda upp en bild av detta fornminne |
| Brunnhem 90:1                   | Hög                         |              | Brunnhem, Västergötland |       | 58.286183, 13.688508 | 10186700900001 | Ladda upp en bild av detta fornminne |
| Brunnhem 91:1                   | Hög                         |              | Brunnhem, Västergötland |       | 58.283955, 13.688398 | 10186700910001 | Ladda upp en bild av detta fornminne |
| Brunnhem 95:1                   | Stensättning                |              | Brunnhem, Västergötland |       | 58.280244, 13.686300 | 10186700950001 | Ladda upp en bild av detta fornminne |
| Brunnhem 96:1                   | Stensättning                |              | Brunnhem, Västergötland |       | 58.278763, 13.686273 | 10186700960001 | Ladda upp en bild av detta fornminne |
| Brunnhem 98:1                   | Stensättning                |              | Brunnhem, Västergötland |       | 58.276261, 13.681572 | 10186700980001 | Ladda upp en bild av detta fornminne |
| Brunnhem 99:1                   | Gravfält                    |              | Brunnhem, Västergötland |       | 58.276773, 13.679801 | 10186700990001 | Ladda upp en bild av detta fornminne |
| Brunnhem 102:101                | Gravfält                    |              | Brunnhem, Västergötland |       | 58.276461, 13.686679 | 10186701020101 | Ladda upp en bild av detta fornminne |
| Brunnhem 102:201                | Stensättning                |              | Brunnhem, Västergötland |       | 58.277088, 13.686613 | 10186701020201 | Ladda upp en bild av detta fornminne |
| Brunnhem 104:1                  | Stensättning                |              | Brunnhem, Västergötland |       | 58.277219, 13.687496 | 10186701040001 | Ladda upp en bild av detta fornminne |
| Brunnhem 104:2                  | Stensättning                |              | Brunnhem, Västergötland |       | 58.277469, 13.687817 | 10186701040002 | Ladda upp en bild av detta fornminne |
| Brunnhem 105:1                  | Stensättning                |              | Brunnhem, Västergötland |       | 58.277928, 13.688241 | 10186701050001 | Ladda upp en bild av detta fornminne |
| Brunnhem 105:2                  | Stensättning                |              | Brunnhem, Västergötland |       | 58.277676, 13.688168 | 10186701050002 | Ladda upp en bild av detta fornminne |
| Brunnhem 106:2                  | Stensättning                |              | Brunnhem, Västergötland |       | 58.278380, 13.691940 | 10186701060002 | Ladda upp en bild av detta fornminne |
| Brunnhem 106:3                  | Stenkrets                   |              | Brunnhem, Västergötland |       | 58.278264, 13.691875 | 10186701060003 | Ladda upp en bild av detta fornminne |
| Brunnhem 106:4                  | Grav markerad av sten/block |              | Brunnhem, Västergötland |       | 58.278471, 13.691580 | 10186701060004 | Ladda upp en bild av detta fornminne |
| Brunnhem 106:5                  | Stenkrets                   |              | Brunnhem, Västergötland |       | 58.278317, 13.691572 | 10186701060005 | Ladda upp en bild av detta fornminne |
| Brunnhem 106:6                  | Stensättning                |              | Brunnhem, Västergötland |       | 58.278720, 13.691299 | 10186701060006 | Ladda upp en bild av detta fornminne |
| Brunnhem 109:1                  | Stensättning                |              | Brunnhem, Västergötland |       | 58.272867, 13.693541 | 10186701090001 | Ladda upp en bild av detta fornminne |
| Brunnhem 111:1                  | Stensättning                |              | Brunnhem, Västergötland |       | 58.276727, 13.692818 | 10186701110001 | Ladda upp en bild av detta fornminne |
| Brunnhem 112:1                  | Hög                         |              | Brunnhem, Västergötland |       | 58.275811, 13.691642 | 10186701120001 | Ladda upp en bild av detta fornminne |
| Skåber hall (Brunnhem 115:1)    | Stensättning                |              | Brunnhem, Västergötland |       | 58.277327, 13.695243 | 10186701150001 | Ladda upp en bild av detta fornminne |
| Brunnhem 116:1                  | Hög                         |              | Brunnhem, Västergötland |       | 58.280259, 13.690221 | 10186701160001 | Ladda upp en bild av detta fornminne |
| Brunnhem 116:2                  | Stensättning                |              | Brunnhem, Västergötland |       | 58.280478, 13.690211 | 10186701160002 | Ladda upp en bild av detta fornminne |
| Brunnhem 116:3                  | Stensättning                |              | Brunnhem, Västergötland |       | 58.280156, 13.689974 | 10186701160003 | Ladda upp en bild av detta fornminne |
| Brunnhem 120:1                  | Stensättning                |              | Brunnhem, Västergötland |       | 58.280307, 13.693900 | 10186701200001 | Ladda upp en bild av detta fornminne |
| Brunnhem 121:1                  | Hög                         |              | Brunnhem, Västergötland |       | 58.280742, 13.696760 | 10186701210001 | Ladda upp en bild av detta fornminne |
| Brunnhem 122:1                  | Stensättning                |              | Brunnhem, Västergötland |       | 58.282405, 13.697563 | 10186701220001 | Ladda upp en bild av detta fornminne |
| Brunnhem 122:2                  | Stensättning                |              | Brunnhem, Västergötland |       | 58.282370, 13.698264 | 10186701220002 | Ladda upp en bild av detta fornminne |
| Brunnhem 123:1                  | Stensättning                |              | Brunnhem, Västergötland |       | 58.283007, 13.698363 | 10186701230001 | Ladda upp en bild av detta fornminne |
| Brunnhem 124:1                  | Stensättning                |              | Brunnhem, Västergötland |       | 58.283499, 13.698702 | 10186701240001 | Ladda upp en bild av detta fornminne |
| Brunnhem 125:1                  | Hög                         |              | Brunnhem, Västergötland |       | 58.283091, 13.699728 | 10186701250001 | Ladda upp en bild av detta fornminne |
| Brunnhem 126:1                  | Hög                         |              | Brunnhem, Västergötland |       | 58.284518, 13.696469 | 10186701260001 | Ladda upp en bild av detta fornminne |
| Brunnhem 128:1                  | Hög                         |              | Brunnhem, Västergötland |       | 58.283571, 13.696597 | 10186701280001 | Ladda upp en bild av detta fornminne |
| Brunnhem 129:1                  | Stenkammargrav              |              | Brunnhem, Västergötland |       | 58.286541, 13.695464 | 10186701290001 | Ladda upp en bild av detta fornminne |
| Brunnhem 130:1                  | Stensättning                |              | Brunnhem, Västergötland |       | 58.286532, 13.694151 | 10186701300001 | Ladda upp en bild av detta fornminne |
| Svarterör (Brunnhem 131:1)      | Hög                         |              | Brunnhem, Västergötland |       | 58.286357, 13.691961 | 10186701310001 | Ladda upp en bild av detta fornminne |
| Ormbacken (Brunnhem 134:101)    | Gravfält                    |              | Brunnhem, Västergötland |       | 58.288186, 13.689257 | 10186701340101 | Ladda upp en bild av detta fornminne |
| Ormbacken (Brunnhem 134:201)    | Stensättning                |              | Brunnhem, Västergötland |       | 58.288596, 13.689813 | 10186701340201 | Ladda upp en bild av detta fornminne |
| Brunnhem 135:1                  | Hög                         |              | Brunnhem, Västergötland |       | 58.288592, 13.691286 | 10186701350001 | Ladda upp en bild av detta fornminne |
| Brunnhem 136:1                  | Stensättning                |              | Brunnhem, Västergötland |       | 58.288314, 13.695716 | 10186701360001 | Ladda upp en bild av detta fornminne |
| Brunnhem 138:1                  | Stensättning                |              | Brunnhem, Västergötland |       | 58.291373, 13.695743 | 10186701380001 | Ladda upp en bild av detta fornminne |
| Brunnhem 141:1                  | Stensättning                |              | Brunnhem, Västergötland |       | 58.292035, 13.693520 | 10186701410001 | Ladda upp en bild av detta fornminne |
| Brunnhem 142:1                  | Stensättning                |              | Brunnhem, Västergötland |       | 58.292976, 13.692900 | 10186701420001 | Ladda upp en bild av detta fornminne |
| Brunnhem 148:1                  | Stensättning                |              | Brunnhem, Västergötland |       | 58.294138, 13.694740 | 10186701480001 | Ladda upp en bild av detta fornminne |
| Brunnhem 150:1                  | Stensättning                |              | Brunnhem, Västergötland |       | 58.296003, 13.695138 | 10186701500001 | Ladda upp en bild av detta fornminne |
| Brunnhem 153:1                  | Gravfält                    |              | Brunnhem, Västergötland |       | 58.296411, 13.696643 | 10186701530001 | Ladda upp en bild av detta fornminne |
| Brunnhem 156:1                  | Stenkrets                   |              | Brunnhem, Västergötland |       | 58.296795, 13.694187 | 10186701560001 | Ladda upp en bild av detta fornminne |
| Brunnhem 163:1                  | Stensättning                |              | Brunnhem, Västergötland |       | 58.297252, 13.697860 | 10186701630001 | Ladda upp en bild av detta fornminne |
| Brunnhem 165:1                  | Stensättning                |              | Brunnhem, Västergötland |       | 58.297913, 13.701912 | 10186701650001 | Ladda upp en bild av detta fornminne |
| Brunnhem 166:1                  | Stenkrets                   |              | Brunnhem, Västergötland |       | 58.298514, 13.696696 | 10186701660001 | Ladda upp en bild av detta fornminne |
| Brunnhem 166:2                  | Stenkrets                   |              | Brunnhem, Västergötland |       | 58.298538, 13.696465 | 10186701660002 | Ladda upp en bild av detta fornminne |
| Brunnhem 166:3                  | Stenkrets                   |              | Brunnhem, Västergötland |       | 58.298432, 13.696544 | 10186701660003 | Ladda upp en bild av detta fornminne |
| Brunnhem 168:1                  | Stensättning                |              | Brunnhem, Västergötland |       | 58.299979, 13.696143 | 10186701680001 | Ladda upp en bild av detta fornminne |
| Brunnhem 171:1                  | Stenkrets                   |              | Brunnhem, Västergötland |       | 58.298920, 13.692455 | 10186701710001 | Ladda upp en bild av detta fornminne |
| Brunnhem 172:1                  | Stensättning                |              | Brunnhem, Västergötland |       | 58.298055, 13.690632 | 10186701720001 | Ladda upp en bild av detta fornminne |
| Brunnhem 173:1                  | Stensättning                |              | Brunnhem, Västergötland |       | 58.300737, 13.692453 | 10186701730001 | Ladda upp en bild av detta fornminne |
| Brunnhem 174:1                  | Stensättning                |              | Brunnhem, Västergötland |       | 58.301590, 13.693743 | 10186701740001 | Ladda upp en bild av detta fornminne |
| Brunnhem 174:2                  | Stensättning                |              | Brunnhem, Västergötland |       | 58.301707, 13.693753 | 10186701740002 | Ladda upp en bild av detta fornminne |
| Brunnhem 174:3                  | Grav markerad av sten/block |              | Brunnhem, Västergötland |       | 58.301640, 13.694064 | 10186701740003 | Ladda upp en bild av detta fornminne |
| Brunnhem 179:1                  | Hög                         |              | Brunnhem, Västergötland |       | 58.301579, 13.690435 | 10186701790001 | Ladda upp en bild av detta fornminne |
| Brunnhem 183:1                  | Stensättning                |              | Brunnhem, Västergötland |       | 58.307960, 13.679945 | 10186701830001 | Ladda upp en bild av detta fornminne |
| Brunnhem 183:2                  | Stensättning                |              | Brunnhem, Västergötland |       | 58.307662, 13.679677 | 10186701830002 | Ladda upp en bild av detta fornminne |
| Brunnhem 193:1                  | Stensättning                |              | Brunnhem, Västergötland |       | 58.279160, 13.697265 | 10186701930001 | Ladda upp en bild av detta fornminne |
| Brunnhem 195:1                  | Stensättning                |              | Brunnhem, Västergötland |       | 58.277795, 13.680374 | 10186701950001 | Ladda upp en bild av detta fornminne |
| Brunnhem 196:1                  | Stensättning                |              | Brunnhem, Västergötland |       | 58.274866, 13.676770 | 10186701960001 | Ladda upp en bild av detta fornminne |
| Brunnhem 200:1                  | Stensättning                |              | Brunnhem, Västergötland |       | 58.262438, 13.701150 | 10186702000001 | Ladda upp en bild av detta fornminne |
| Brunnhem 203:1                  | Stensättning                |              | Brunnhem, Västergötland |       | 58.276199, 13.677112 | 10186702030001 | Ladda upp en bild av detta fornminne |
| Brunnhem 204:1                  | Stensättning                |              | Brunnhem, Västergötland |       | 58.258586, 13.702488 | 10186702040001 | Ladda upp en bild av detta fornminne |
| Brunnhem 207:1                  | Stensättning                |              | Brunnhem, Västergötland |       | 58.271449, 13.691583 | 10186702070001 | Ladda upp en bild av detta fornminne |